# Halodiplosis nanophytonygemmae
Halodiplosis nanophytonygemmae är en tvåvingeart som beskrevs av Fedotova 1990. Halodiplosis nanophytonygemmae ingår i släktet Halodiplosis och familjen gallmyggor.
Artens utbredningsområde är Kazakstan. Inga underarter finns listade i Catalogue of Life.